# 1948-as magyar asztalitenisz-bajnokság
Az 1948-as magyar asztalitenisz-bajnokság a harmincegyedik magyar bajnokság volt. A bajnokságot április 11-én rendezték meg Budapesten, a Nemzeti Sportcsarnokban.

## Eredmények
| Versenyszám  | Arany                                                    | Arany | Ezüst                                                | Ezüst | Bronz | Bronz |
| ------------ | -------------------------------------------------------- | ----- | ---------------------------------------------------- | ----- | --- | ----- |
| Férfi egyéni | Sidó Ferenc Mezőkémia SE                                 |       | Soós Ferenc Mezőkémia SE                             |       | Kóczián József Hutter Olaj SCFarkas József Miskolci Postás                                                           |       |
| Női egyéni   | Farkas Gizella Elektromos MSE                            |       | Király Ilona Elektromos MSE                          |       | Jávorné Kárpáti Rózsi Mezőkémia SESchönek Anna Elektromos MSE                                                        |       |
| Férfi páros  | Sidó Ferenc, Soós Ferenc Mezőkémia SE                    |       | Kóczián József, Csender Jenő Hutter Olaj SC          |       | Jávor Károly, Vágvölgyi József Mezőkémia SEFarkas József, Csillik György Miskolci Postás, Mezőkémia SE               |       |
| Női páros    | Farkas Gizella, Király Ilona Elektromos MSE              |       | Jávorné Kárpáti Rózsi, Megyeri Károlyné Mezőkémia SE |       | Schönek Anna, Simon Béláné Elektromos MSE, Mezőkémia SEStumpf Ilona, Stumpf Éva Postás SE                            |       |
| Vegyes páros | Soós Ferenc, Farkas Gizella Mezőkémia SE, Elektromos MSE |       | Sidó Ferenc, Jávorné Kárpáti Rózsi Mezőkémia SE      |       | Csender Jenő, Schönek Anna Hutter Olaj SC, Elektromos MSEFarkas József, Király Ilona Miskolci Postás, Elektromos MSE |       |